# 戦時大臣

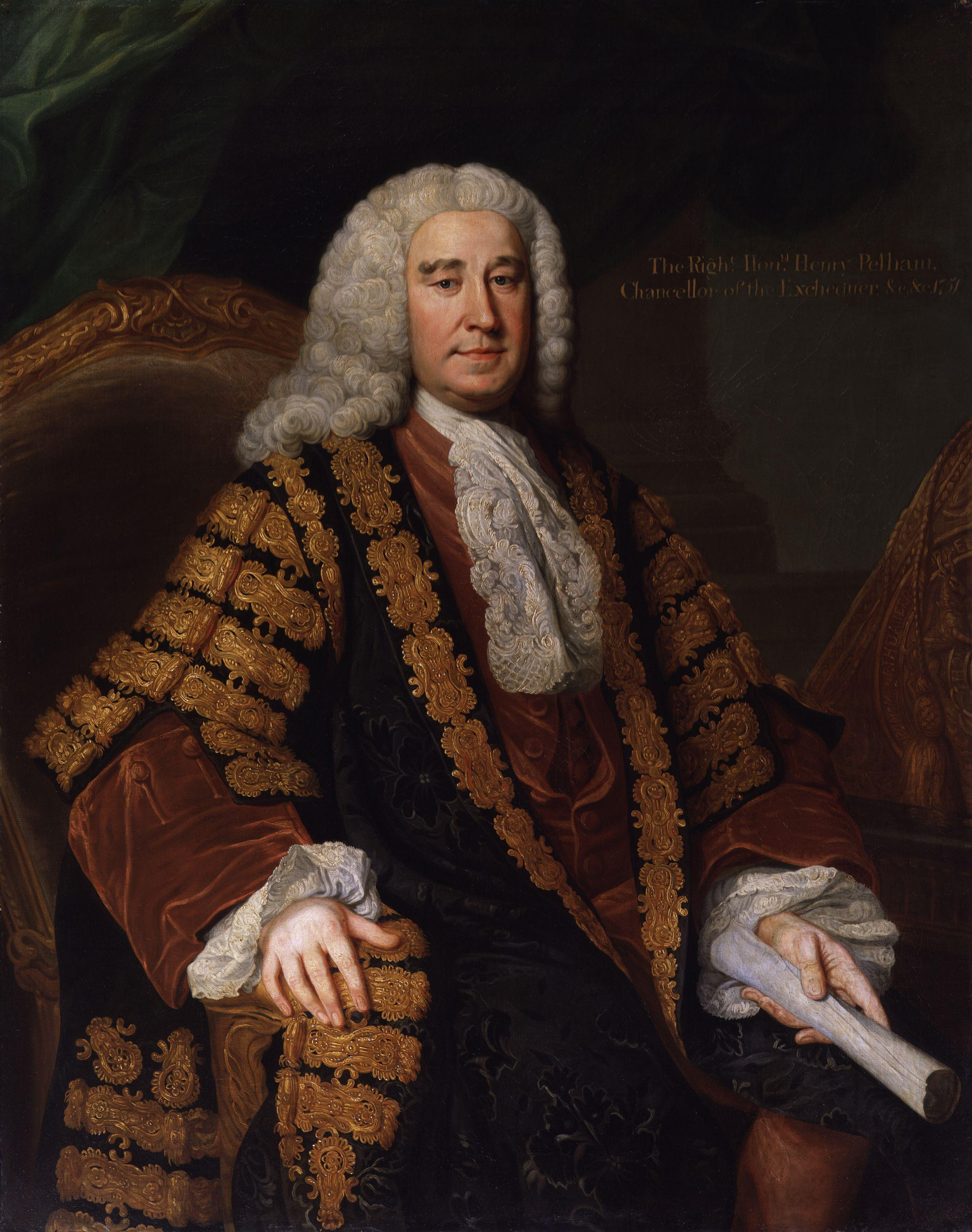
1724年から1730年までの戦時大臣ヘンリー・ペラム

戦時大臣（せんじだいじん、英語: Secretary at War、陸軍長官、陸軍事務長官、陸軍戦時大臣とも）は、イングランド王国、グレートブリテン王国、そしてグレートブリテン及びアイルランド連合王国の官職。陸軍の行政と組織に権限と責任を有し、戦争省を統括するが、軍事政策を定める権限はなかった。1794年以降はたびたび閣僚になったものの、国務大臣より下の大臣とされる。1855年に陸軍大臣と合併した後、1863年に廃止された。

## 戦時大臣（1661年 – 1854年）

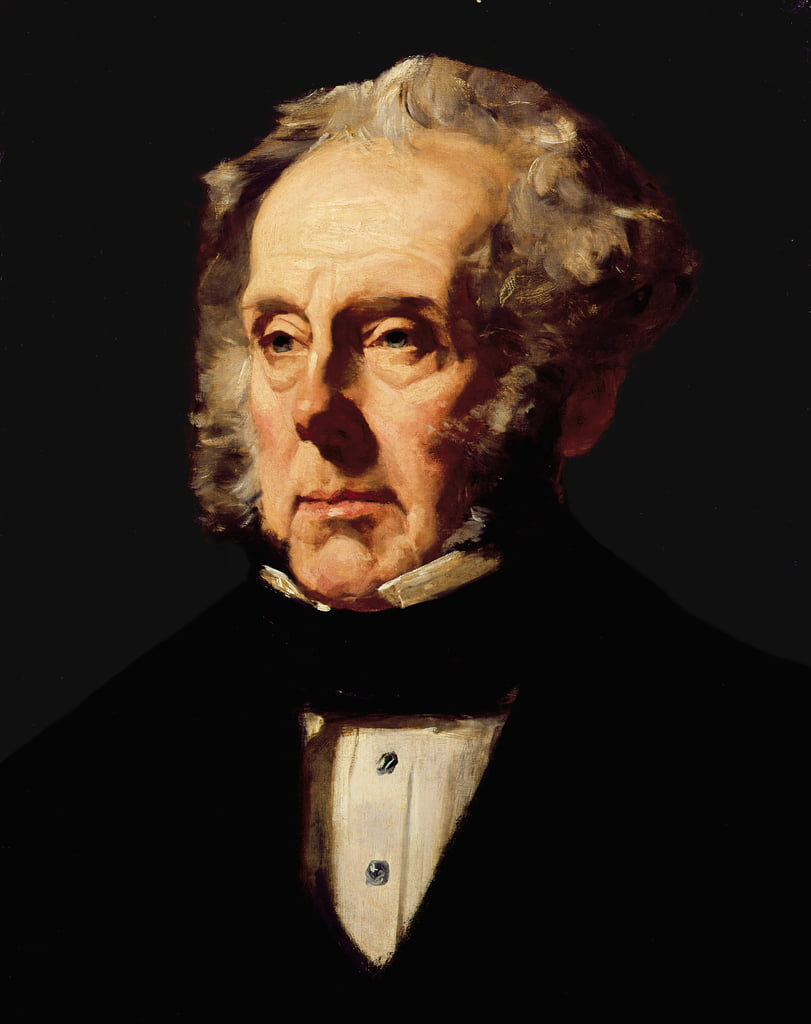
1809年から1828年までの戦時大臣第3代パーマストン子爵ヘンリー・ジョン・テンプル。トマス・ヒーフィー作、1802年。

特記がない限り、1730年から1760年までの在任者の出典は、1760年から1830年までの在任者の出典は、1830年から1854年までの在任者の出典は。
| 画像 | 名前                                                    | 在任期間                  |
| ---- | ------------------------------------------------------- | ------------------------- |
|      | エドワード・ウォーカー                                  | 1642年/1644年             |
|      | サー・ウィリアム・クラーク                              | 1661年 – 1666年           |
|      | マシュー・ロック                                        | 1666年 – 1683年           |
|      | ウィリアム・ブラスウェイト                              | 1683年 – 1689年1月/2月    |
|      | ジョン・テンプル                                        | 1689年4月                 |
|      | ウィリアム・ブラスウェイト                              | 1689年5月 – 1692年/1704年 |
|      | ジョージ・クラーク                                      | 1692年 – 1704年           |
|      | ヘンリー・シンジョン                                    | 1704年 – 1708年           |
|      | ロバート・ウォルポール                                  | 1708年2月 – 1710年9月     |
|      | ジョージ・グランヴィル                                  | 1710年 – 1712年           |
|      | サー・ウィリアム・ウィンダム準男爵                      | 1712年 – 1713年           |
|      | フランシス・グウィン                                    | 1713年 – 1714年9月        |
|      | ウィリアム・パルトニー                                  | 1714年 – 1717年           |
|      | ジェームズ・クラッグス                                  | 1717年 – 1718年           |
|      | 第2代キャッスルカマー子爵クリストファー・ワンズフォード | 1718年3月                 |
|      | ロバート・プリングル                                    | 1718年5月18日 – 12月24日  |
|      | ジョージ・トレビー                                      | 1718年 – 1724年           |
|      | ヘンリー・ペラム                                        | 1724年 – 1730年           |
|      | サー・ウィリアム・ストリックランド準男爵                | 1730年 – 1735年           |
|      | サー・ウィリアム・ヤング準男爵                          | 1735年 – 1746年           |
|      | ヘンリー・フォックス                                    | 1746年 – 1755年           |
|      | 第2代バリントン子爵ウィリアム・バリントン               | 1755年 – 1761年           |
|      | チャールズ・タウンゼンド                                | 1761年 – 1762年           |
|      | ウェルボア・エリス                                      | 1762年 – 1765年           |
|      | 第2代バリントン子爵ウィリアム・バリントン               | 1765年 – 1778年           |
|      | チャールズ・ジェンキンソン                              | 1778年 – 1782年           |
|      | トマス・タウンゼンド                                    | 1782年3月 – 7月           |
|      | サー・ジョージ・ヤング準男爵                            | 1782年 – 1783年           |
|      | リチャード・フィッツパトリック                          | 1783年                    |
|      | サー・ジョージ・ヤング準男爵                            | 1783年 – 1794年           |
|      | ウィリアム・ウィンダム                                  | 1794年 – 1801年           |
|      | チャールズ・フィリップ・ヨーク                          | 1801年 – 1803年           |
|      | チャールズ・ブラッグ                                    | 1803年 – 1804年           |
|      | ウィリアム・ダンダス                                    | 1804年 – 1806年           |
|      | リチャード・フィッツパトリック                          | 1806年 – 1807年           |
|      | サー・ジェームズ・マレー・パルトニー準男爵              | 1807年 – 1809年           |
|      | グランヴィル・ルーソン＝ゴア卿                          | 1809年                    |
|      | 第3代パーマストン子爵ヘンリー・ジョン・テンプル         | 1809年 – 1828年           |
|      | サー・ヘンリー・ハーディング                            | 1828年 – 1830年           |
|      | フランシス・ルーソン＝ゴア卿                            | 1830年                    |
|      | チャールズ・ウィリアムズ＝ウィン                        | 1830年 – 1831年           |
|      | サー・ヘンリー・パーネル準男爵                          | 1831年 – 1832年           |
|      | サー・ジョン・ホブハウス準男爵                          | 1832年 – 1833年           |
|      | エドワード・エリス                                      | 1833年 – 1834年           |
|      | ジョン・チャールズ・ヘリーズ                            | 1834年 – 1835年           |
|      | ホーウィック子爵ヘンリー・グレイ                        | 1835年 – 1839年           |
|      | トーマス・バビントン・マコーリー                        | 1839年 – 1841年           |
|      | サー・ヘンリー・ハーディング                            | 1841年 – 1844年           |
|      | サー・トマス・フリーマントル準男爵                      | 1844年 – 1845年           |
|      | シドニー・ハーバート                                    | 1845年 – 1846年           |
|      | フォックス・モール                                      | 1846年 – 1852年           |
|      | ロバート・ヴァーノン・スミス                            | 1852年                    |
|      | ウィリアム・ベレスフォード                              | 1852年                    |
|      | シドニー・ハーバート                                    | 1852年 – 1854年           |